# 镇海城
镇海城，即镇海·八剌喝孙（Činqai Balγasun），是蒙古帝国由成吉思汗命令镇守蒙古高原西部的镇海所修建的城市。按照现代蒙古语的发音，也可写作镇海・巴嘎斯。在《元史》等汉文史料中，其被记为鎮海城、鎮海八剌喝孫（“八剌喝孙” 意为“城”），附近开垦的屯田称为“称海屯田”，当地行政机构则被叫做“称海宣慰司”。这里曾开拓了大规模屯田，承担着包括哈拉和林在内的蒙古高原粮食供给任务。最初它作为蒙古西征的补给基地而建，到13世纪末，主要成为元朝应对“海都之乱”的军事基地。元末明初，镇海城还有记载，此后逐渐废弃。
关于其地理位置，此前众多学者提出过不同观点。21世纪，通过日本国、蒙古国共同调查研究，确认位于蒙古国戈壁阿尔泰省沙尔加县的哈尔赞希雷格遗址，即为镇海城的遗迹。